# Johannes und Paulus

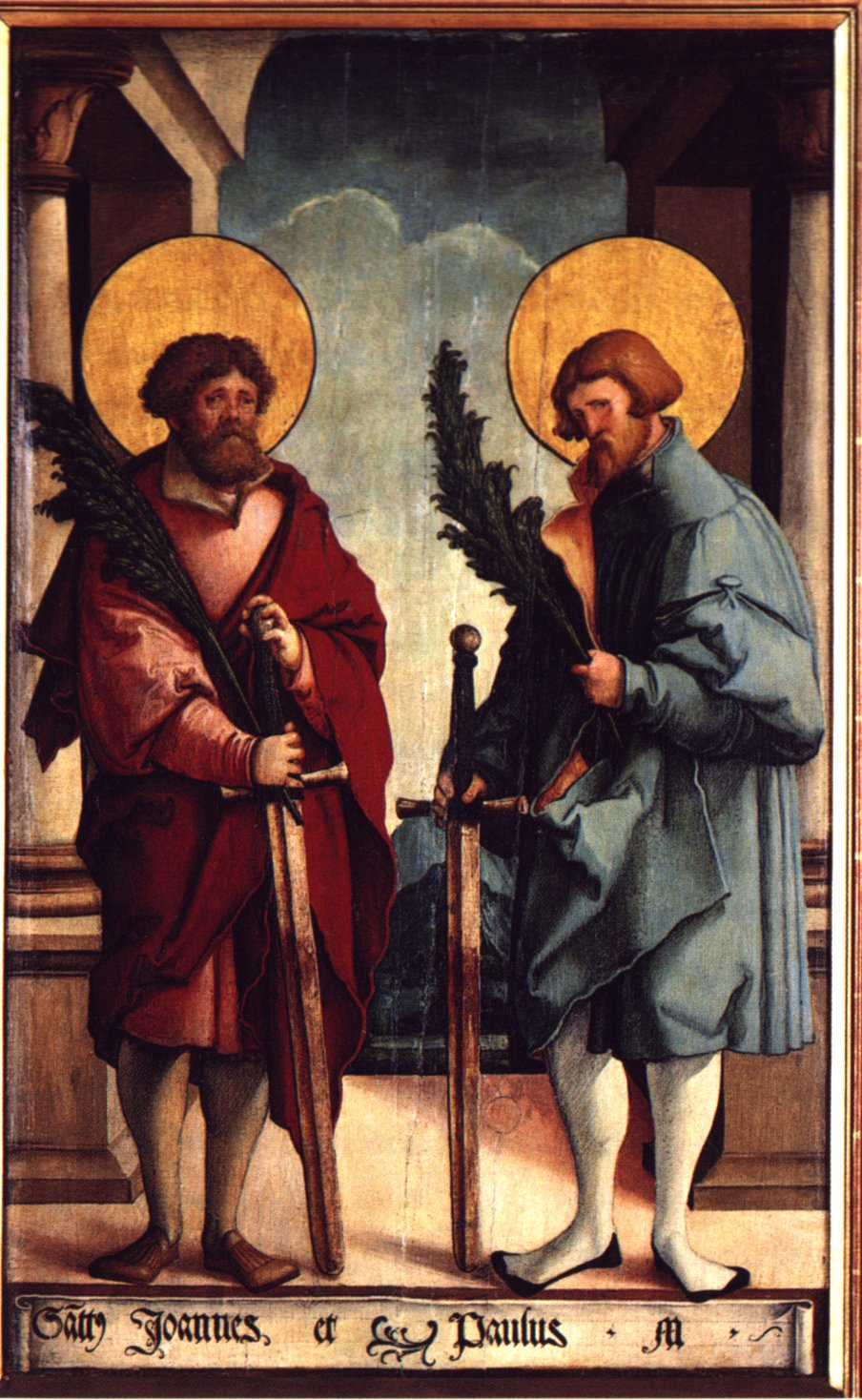
Johannes und Paulus mit Richtschwert und Märtyrerpalme, (Meister von Meßkirch, um 1535)

Johannes und Paulus sind zwei frühchristliche Märtyrer und Heilige der katholischen Kirche, die immer gemeinsam genannt werden. Ihre Namen werden im ersten Hochgebet, dem Römischen Messkanon, erwähnt. Laut Überlieferung waren sie Brüder und erlitten gemeinsam das Martyrium unter Kaiser Julian Apostata an einem 26. Juni zwischen den Jahren 361 und 363 in Rom. 
Mehrere bedeutende alte Kirchen tragen ihr Patrozinium, darunter die Titelkirche Santi Giovanni e Paolo in Rom und die Dominikanerkirche San Zanipolo in Venedig. Die Zeugnisse ihrer Verehrung reichen sehr weit zurück, die Einzelheiten ihrer Biografie sind jedoch legendarisch.

## Legende
Nach der hagiografischen Überlieferung waren Johannes und Paulus Brüder. Als Palasteunuchen und Hausvorsteher Constantinas, der Tochter Konstantins des Großen, bekleideten sie bedeutende Ämter in der stadtrömischen Gesellschaft. Nach anderer Überlieferung waren sie Offiziere im kaiserlichen Heer. In der römischen Christengemeinde waren sie Diakone und wirkten mit bei der karitativen Arbeit des Gallicanus. In der Regierungszeit des Kaisers Julian Apostata wurden sie wegen Kultverweigerung in ihrem eigenen Haus auf dem Caelius ohne öffentlichen Prozess enthauptet und dort auch beigesetzt. Im 5. Jahrhundert ließen Byzantius und sein Sohn Pammachius dieses Haus zu einer Kirche umbauen, die heute den Titel Santi Giovanni e Paolo trägt. Dort ruhen Reliquien der beiden Kirchenpatrone in zwei Porphyrurnen unter dem Hochaltar. Bei Ausgrabungen im Jahr 1575 will man unter den Grundmauern einer kleinen Basilika die Villa der Märtyrerbrüder mit einer frühchristlichen Kultstätte aus dem 4. Jahrhundert und die zwei Gräber der Heiligen gefunden haben.

## Verehrung und Brauchtum

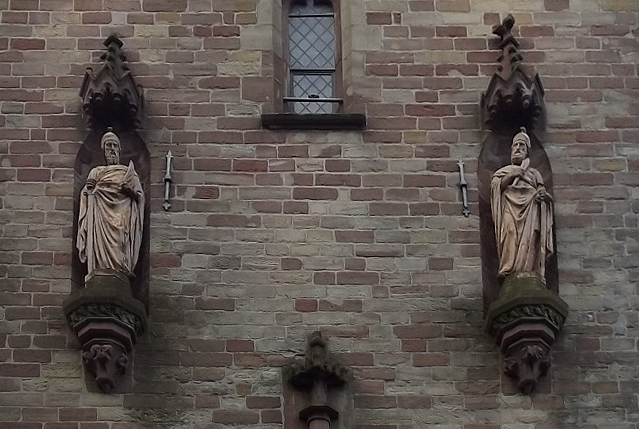
Beckingen, Kirche St. Johannes und Paulus, Statuen der beiden Heiligen am Kirchturm

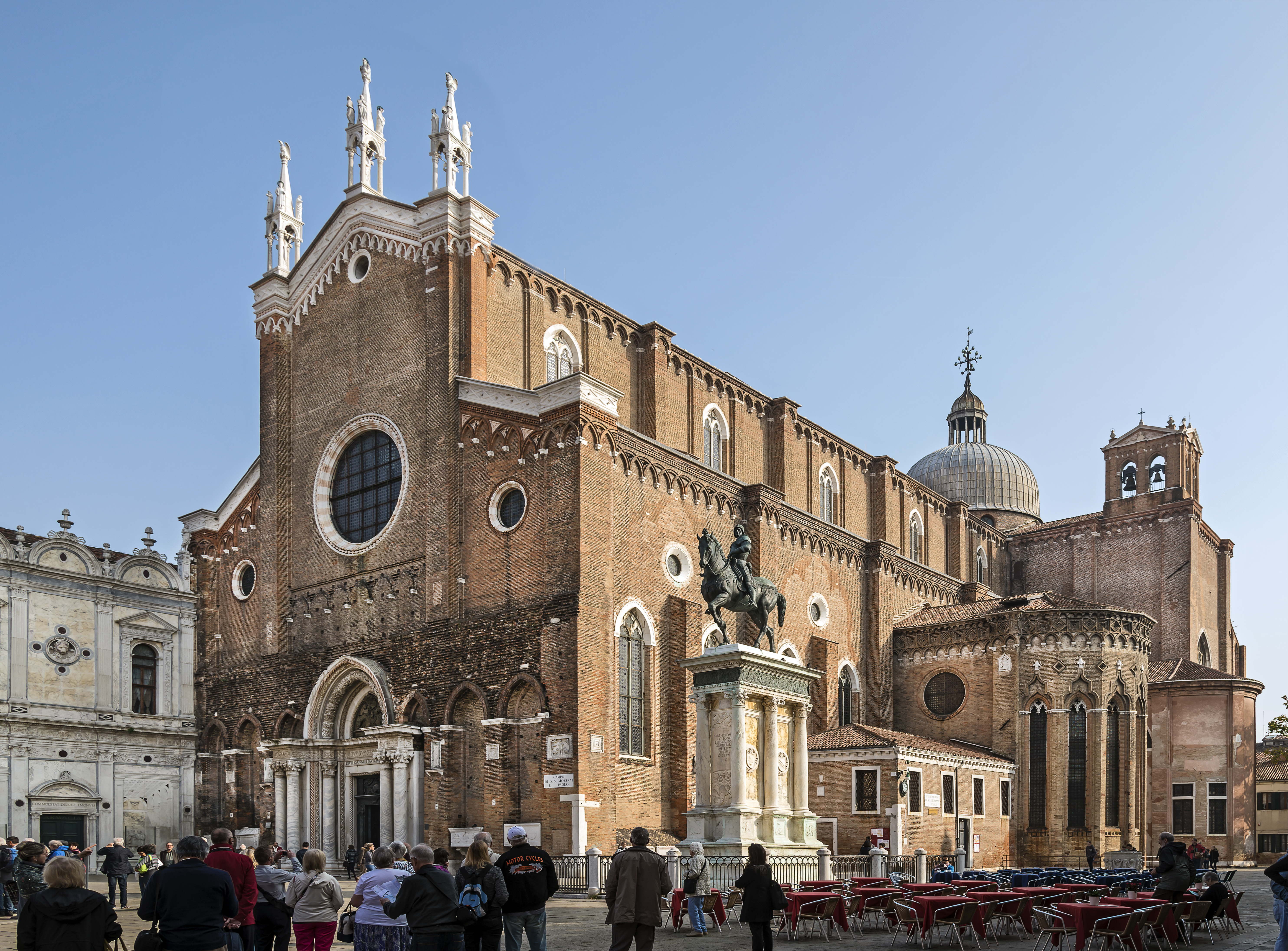
San Zanipolo in Venedig

Eine Verehrung der Märtyrer Johannes und Paulus ist in Rom bereits für das 6. Jahrhundert belegt. Reliquien der Heiligen befinden sich außer in Rom in Venedig, Fulda, Wien, Avignon, Tours und im Münster St. Maria und Markus auf der Insel Reichenau.
Die Kopfreliquien der beiden Märtyrer gehörten zum bedeutenden Reliquienschatz im Altenberger Dom, der im Zuge der Säkularisation Anfang des 19. Jahrhunderts zum Großteil verloren ging. Die beiden Reliquien wurden im Jahr 2012 bei Aufräumarbeiten in Odenthal in einer Schachtel in der Sakristei der Kirche St. Pankratius wieder aufgefunden. Am 1. Juni 2014 wurden die Reliquien nach über zweihundert Jahren während eines von Kardinal Joachim Meisner zelebrierten feierlichen Hochamtes in einem vom Künstler Heinz Mack geschaffenen neuen Doppelreliquiar in den Altenberger Dom überführt. Aus Rücksicht auf die Bedürfnisse der evangelischen Kirche, die den Altenberger Dom mitbenutzt, wurde das modern gestaltete Doppelreliquiar nicht fest im Dom installiert, sondern wird in der Sakristei aufbewahrt und nur zu besonderen Anlässen gezeigt.
Im bäuerlichen Brauchtum des deutschen Sprachraumes galten Johannes und Paulus wegen ihres Gedenktags, dem Todestag am 26. Juni, nahe der Sommersonnenwende und dem Siebenschläfertag, auch als Wetterheilige. Die Bauern riefen die beiden Märtyrer gegen Hagel, Unwetter, Blitzschlag sowie für oder gegen Regen und Sonnenschein an. Teilweise galten sie auch als Schutzheilige gegen die Pest. Ihr Festtag, der „Wetterherrentag“ wurde mit der Weihe schwarzer Wetterkerzen begangen, die man bei Unwetter abbrannte. Auch wurden Bittprozessionen für eine gute Ernte zu ihren Ehren abgehalten.

## Ikonographie
Johannes und Paulus werden als römische Palastbeamte oder als Ritter dargestellt. Als Attribute tragen sie Schwerter, die auf ihre Hinrichtung hinweisen, und Siegespalmen als Zeichen ihres Blutzeugnisses für den christlichen Glauben und ihres Sieges über das Heidentum. Darüber hinaus tragen sie auch zuweilen ein Buch oder eine Schriftrolle bei sich. Getreidegarben oder Wolken mit Regen und Hagel weisen auf ihr Patronat als Wetterheilige hin.